# Oroscopa alastor
Oroscopa alastor là một loài bướm đêm trong họ Erebidae.